# 凱爾奇
凱爾奇是捷克的城鎮，位於該國東部，距離瓦拉什斯凱梅濟日奇11公里，由茲林州負責管轄，面積27.85平方公里，海拔高度307米，2011年人口為2,688。

## 外部連結
- Official website（页面存档备份，存于） （捷克文）